# Франквил (Ен)
Франквил (фр. Franqueville) насеље је и општина у североисточној Француској у региону Пикардија, у департману Ен (Пикардија) која припада префектури Вервен.
По подацима из 2011. године у општини је живело 128 становника, а густина насељености је износила 42,11 становника/km². Општина се простире на површини од 3,04 km². Налази се на средњој надморској висини од 285 метара (максималној 172 m, а минималној 99 m).

## Демографија
| 1962. | 1968. | 1975. | 1982. | 1990. | 1999. | 2011. |
| ----- | ----- | ----- | ----- | ----- | ----- | ----- |
| 146   | 157   | 141   | 134   | 113   | 123   | 128   |

График промене броја становника у току последњих година